# Белий Пласт
Бе́лий Пласт (болг. Бели пласт) — село в Кирджалійській області Болгарії. Входить до складу общини Кирджалі.

## Населення
За даними перепису населення 2011 року у селі проживали 367 осіб, з них 365 осіб (99,5%) — турки.
Розподіл населення за віком у 2011 році:
Динаміка населення: